# يانكو أنجيلوف
يانكو أنجيلوف (29 يونيو 1993 في بلغاريا - ) هو لاعب كرة قدم بلغاري في مركز الوسط. لعب مع FC Oborishte Panagyurishte ‏ وFC Montana ‏ وFC Lyubimets ‏ وFC Pirin Razlog ‏.

## وصلات خارجية
- يانكو أنجيلوف على موقع قاعدة بيانات كرة القدم.إي يو (الإنجليزية)
- يانكو أنجيلوف على موقع Soccerway.com (الإنجليزية)